# Rhycherus
Rhycherus es un género de peces de la familia Antennariidae.

## Taxonomía
Rhycherus fue propuesto por primera vez como género monotípico en 1907 por el ictiólogo australiano James Douglas Ogilby cuando describió a Rhycherus wildii. R. wildii tuvo su localidad tipo en Australia Meridional, este taxón ahora se considera un sinónimo menor de Chironectes filamentosus, descrito originalmente por Francis de Laporte de Castelnau en 1872 del golfo Saint Vincent, en Australia del Sur. Algunas autoridades clasifican este género en la subfamilia Histiophryninae dentro de la familia Antennariidae, mientras que otros lo ubican en la familia monotípica Rhycheridae. Sin embargo, la 5.ª edición de Fishes of the World no reconoce subfamilias dentro de Antennariidae, en su lugar clasifica a la familia, incluido este género, dentro del suborden Antennarioidei y el orden Lophiiformes.

## Descripción
La segunda y tercera espina dorsal no están ocultas bajo la piel. Todos los radios de la aleta caudal son bifurcados. Presentan una piel lisa con numerosos apéndices cutáneos muy juntos en lugar de dentículos dérmicos. Su tercera espina dorsal es prácticamente libre, y solo la cuarta a tercera basal está conectada a la parte posterior del cuello por una membrana. La especie más grande del género es R. filamentosus, cuya longitud total máxima publicada es de 23 cm (9,1 pulgadas).